# Pyrène Aéro Pôle
La zone d'activité Pyrène Aéro Pôle est née à la suite de l'implantation à Ossun de l'aéroport international Tarbes-Lourdes-Pyrénées. La communauté d'agglomération Tarbes-Lourdes-Pyrénées préside à son développement depuis janvier 2017.

Elle accueille une trentaine d'entreprises dont :
- Acticall - Centre de contacts clients
- ADB - Décolletage et mécanique de précision
- AKKA/EKIS - Ingénierie, documentation technique, publicitéTARMAC
- ALUMAFEL - Menuiseries aluminium

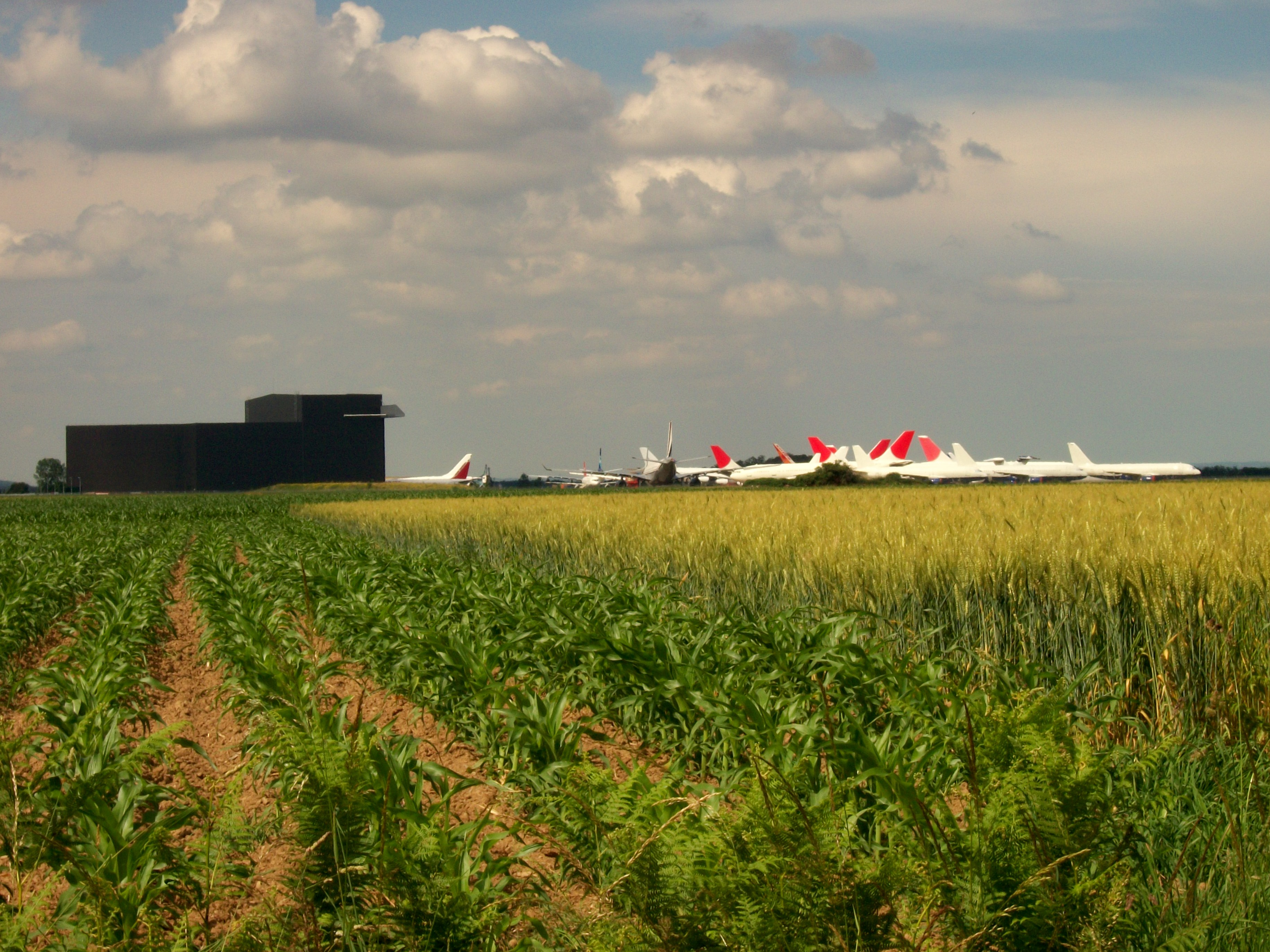
TARMAC

- APYGEC - Bureau études environnement
- Assistance Aéronautique et Aérospatiale - Toutes prestations aériennes
- Audit & Solutions - Conseil en gestion de patrimoine, courtage en assurance
- BARCOS - Transport de marchandises
- CALL CENTER FACTORY - Centre contacts clients - phoning
- CERAFAST - Fabrication de céramiques techniques (connectique fibre optique, micro-céramique, dentaire, ...)
- DAHER -SOCATA - Aéronautique (aviation légère/aérostructures)
- G3V Conseil - Gabriel Mandin - Vente logiciels matériels informatiques
- INDUSTRON-EUROPE
- LABASTERE - Menuiserie aluminium
- L.I.E. - Valorisation de déchets d’emballages industriels
- LINK Production - Conception, fabrication de matériel de traitement de l'information
- NESTADOUR - Constructions métalliques
- OSHINO - Commerce de gros, lampes miniatures, incandescence, LEDS, afficheurs, lampes halogènes SOLARC, filtres NUG
- PROCONCEPT - Ingénierie, bureaux d'études
- SAFIAL PROFOR - Sous-traitance aéronautique
- SALAISONS DE L'ADOUR - Unité de tranchage, salaisons jambons
- SANGUINET S.A - Exploitation forestière, scierie
- SEGNERE S.A. - Sous-traitance aéronautique
- SOFLOG-TELIS SOFLOG-TELIS - Logistique industrielle, peinture
- Tarmac Aerosave - Démantèlement d'aéronefs[1]
- WATER KITS - Négoce matériels et fournitures pour analyse et traitement des eaux